# Монастир (Браславський район)
Монастир (біл. Манастыр) — село в Білорусі, у Браславському районі Вітебської області. Входить до складу Слобідківської сільської ради. Назва села походить від однойменного острова, розташованого на озері Неспіш на відстані 325 метрів на північ.

## Населення
За переписом населення Білорусі 2009 року чисельність населення села становила 17 осіб.